# Nea Makri
Nea Makri (in greco Νέα Μάκρη?) è un ex comune della Grecia nella periferia dell'Attica (unità periferica dell'Attica Orientale) con 14 809 abitanti secondo i dati del censimento 2001.
È stato soppresso a seguito della riforma amministrativa, detta Programma Callicrate, in vigore dal gennaio 2011 ed è ora compreso nel comune di Maratona.
Il nome deriva dal nome greco della città turca di Fethiye, la quale prima dello scambio di popolazioni tra Grecia e Turchia era popolata in maggioranza da Greci, qui reinsediatisi.